# Třída F-22P Zulfiquar
Třída F-22P či třída Zulfiquar je třída víceúčelových fregat Pákistánského námořnictva. Jejich hlavním posláním je ničení hladinových lodí a ponorek, dále též hlídkování, ochrana výlučného námořního ekonomického pásma a boj s piráty. Jedná se o plavidla vyvinutá na základě čínských fregat typu 053H3 a typu 054. Jako první pákistánské válečné lodě byly jejich trupy tvarovány s ohledem na snížení jejich radarového odrazu (stealth). Všechny čtyři jednotky této třídy jsou v aktivní službě.

## Pozadí vzniku

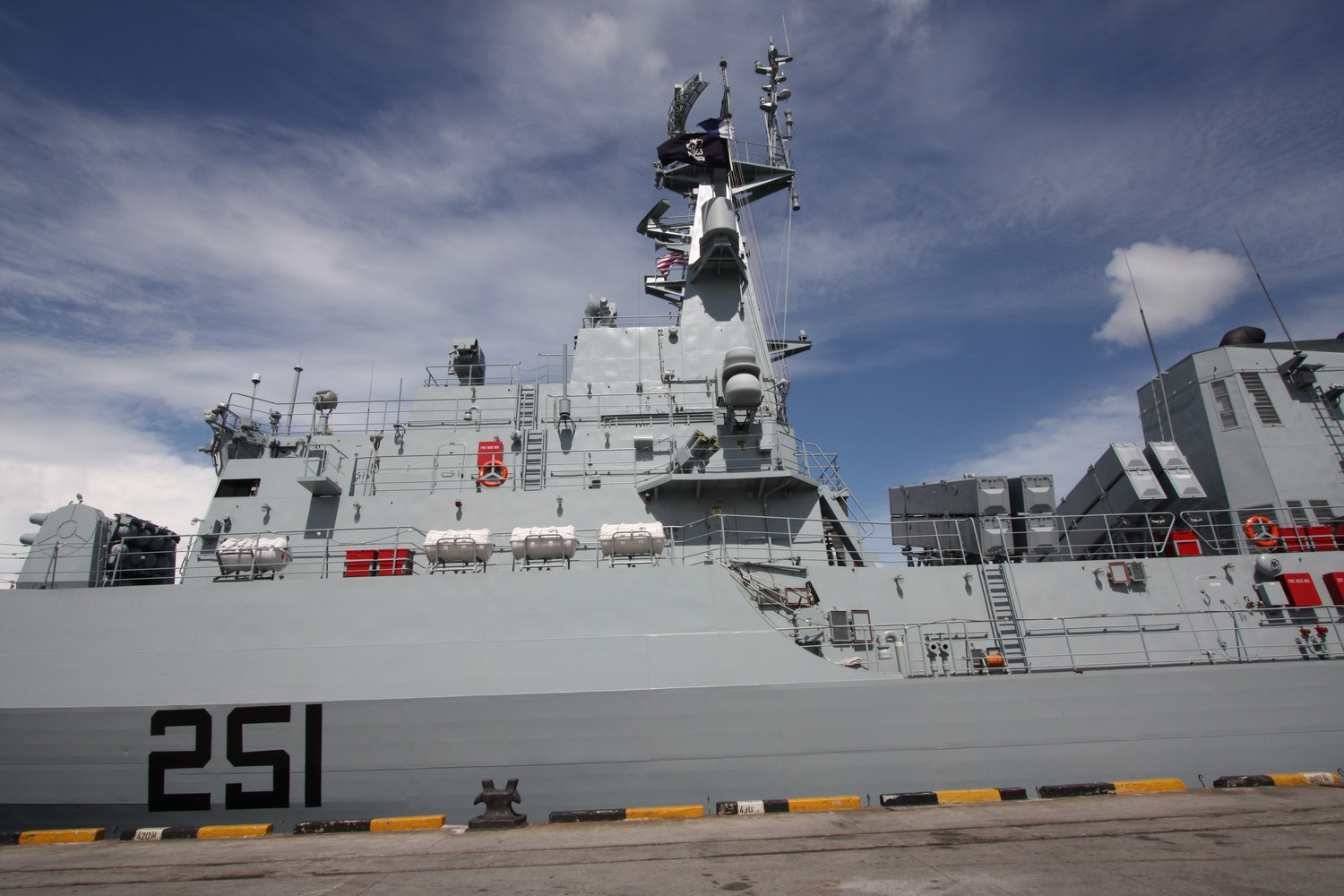
Hlavní nástavba fregaty Zulfiquar; vlevo jsou protiletadlové střely FN-90N a vpravo protilodní střely C-802.

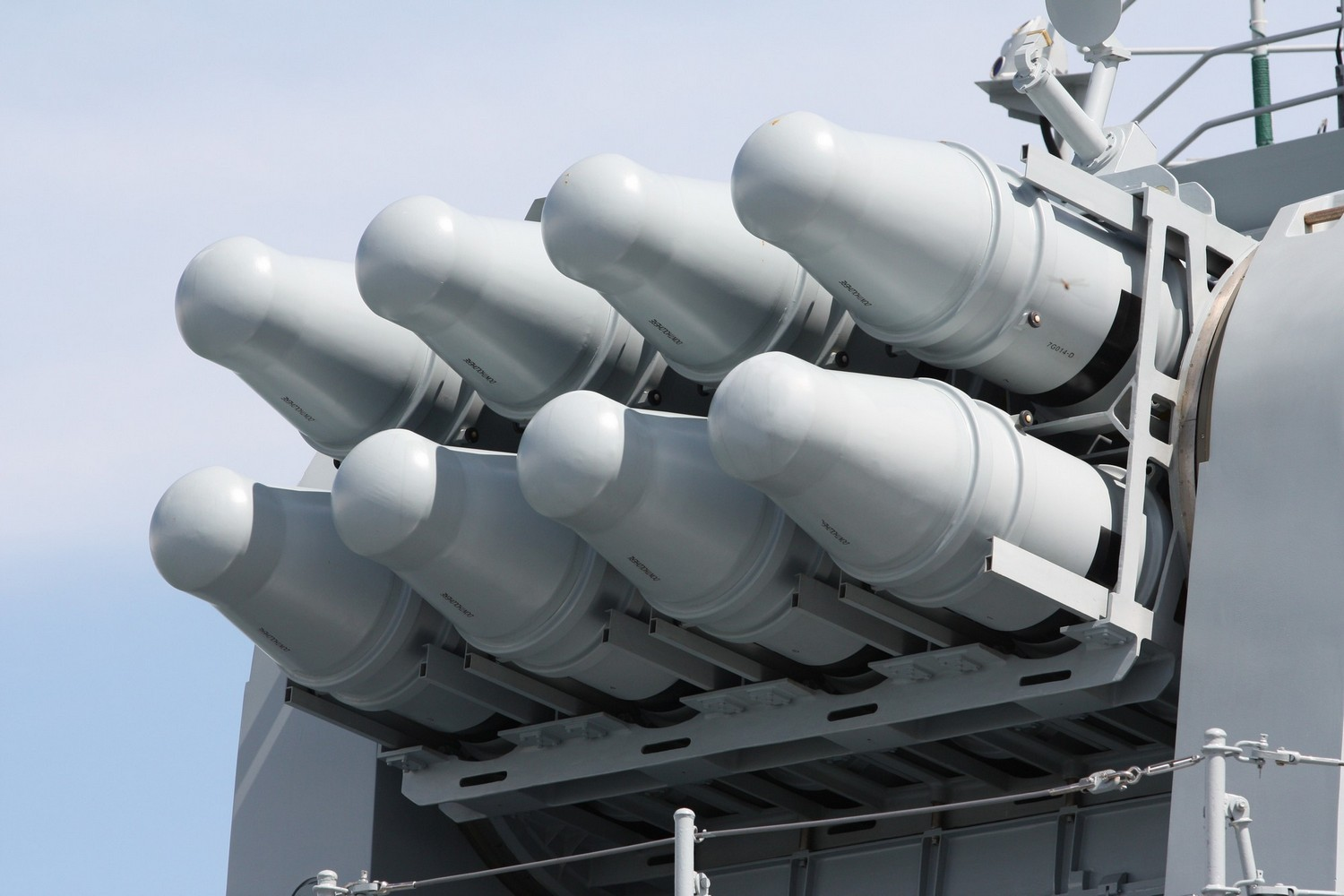
Osm protiletadlových střel FN-90N

Pákistánské námořnictvo se dlouhodobě potýká s nedostatkem financí a možností získat ze zahraničí relativně moderní válečné lodě. Na konci 80. let námořnictvo chtělo nahradit své postarší torpédoborce americké třídy Gearing pomocí starších amerických fregat tříd Brooke a Garcia. Jelikož však Pákistán nechtěl omezit svůj jaderný program, nebyl mu pětiletý leasing prodloužen a musel plavidla vrátit USA. Zastoupily je fregaty britského typu 21 Amazon, ovšem možnosti získání novějších plavidel komplikovalo embargo, uvalené na zemi po jaderných zkouškách provedených roku 1998 a nedostatek financí, omezující počet potenciálních dodavatelů. V této situaci země využila možnosti získat nové a relativně laciné fregaty z Čínské lidové republiky, která vyvinula několik nových modelů a rovněž získala cenné technologické zkušenosti při dodávce fregat třídy Naresuan Thajskému královskému námořnictvu.
Od roku 1995 tak Pákistán jednal s ČLR o možnosti dodávek válečných lodí, přičemž v roce 2000 byla podepsána objednávka čtyř nových fregat exportního typu F-22P vyvinutého společností China State Shipbuilgng Corporation (CSSC), z nichž tři měly být postaveny přímo v Pákistánu. Realizaci programu zabránil nedostatek financí, ovšem v roce 2005 byla díky čínské půjčce podepsána smlouva nová. Počet objednaných plavidel zůstal stejný, změnil se však poměr lodí postavených v Číně a v Pákistánu (nyní 3:1). První tři jednotky postavila čínská loděnice Hudong Zhonghua v Šanghaji (součást koncernu CSSC), zatímco poslední jednotku postavila pákistánská loděnice Karachi Shipyard and Engineering Works (KSEW) v Karáčí. První tři jednotky již vstoupily do aktivní služby – Zulfiquar (251) a Shamsheer (252) v roce 2009 a Saif (253) v roce 2010. Čtvrtá fregata Aslat (254) do služby vstoupila v dubnu 2013.
| Trupové číslo | Jméno     | Založení kýlu     | Spuštěna        | Vstup do služby   |
| ------------- | --------- | ----------------- | --------------- | ----------------- |
| 251           | Zulfiquar | 12. října 2006    | 7. dubna 2008   | 30. července 2009 |
| 252           | Shamsheer | 13. července 2007 | 31. října 2008  | 19. prosince 2009 |
| 253           | Saif      | 4. listopadu 2008 | 25. května 2009 | 15. září 2010     |
| 254           | Aslat     | 10. prosince 2009 | 16. červen 2011 | 18. dubna 2013    |

## Konstrukce

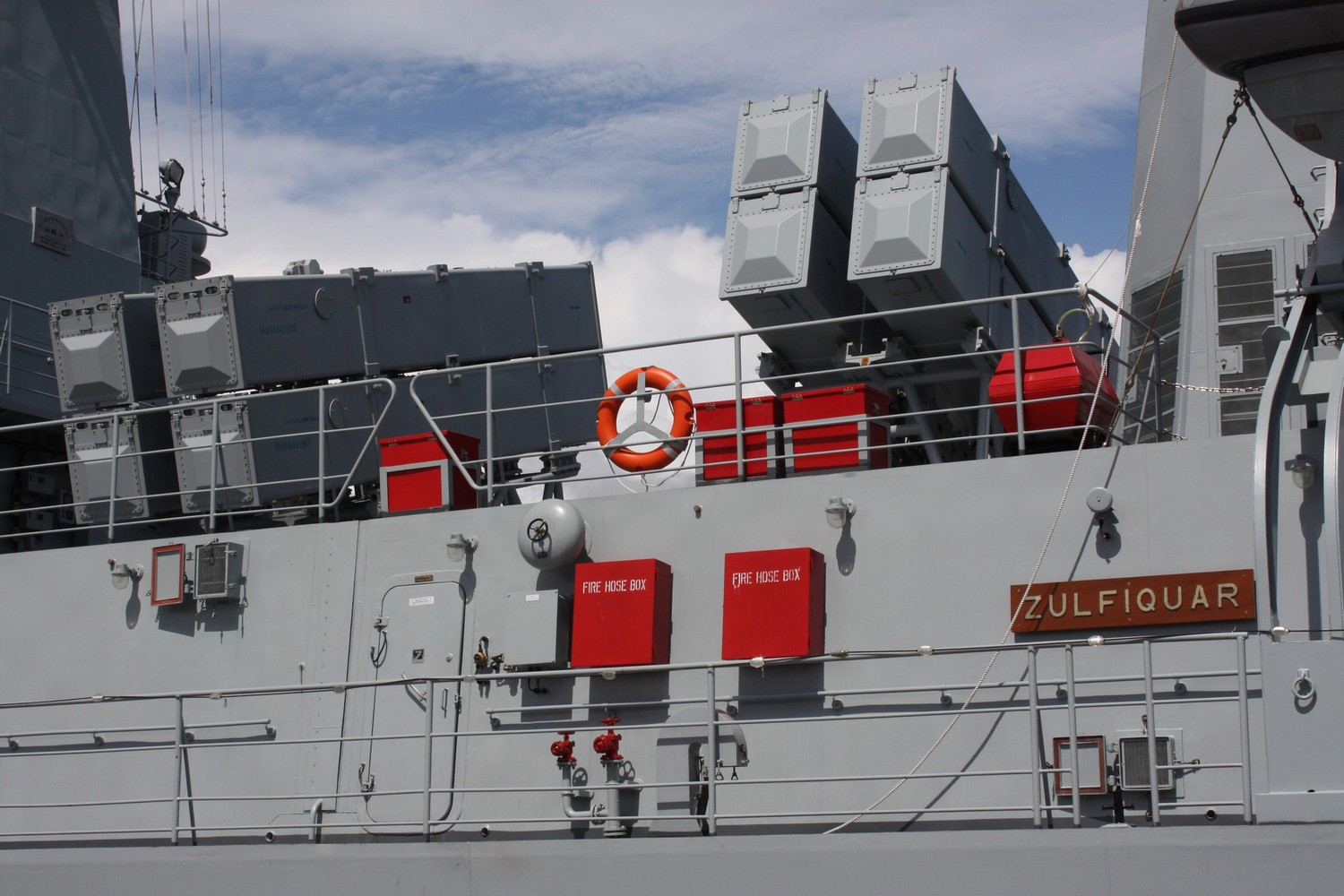
Protilodní střely C-802

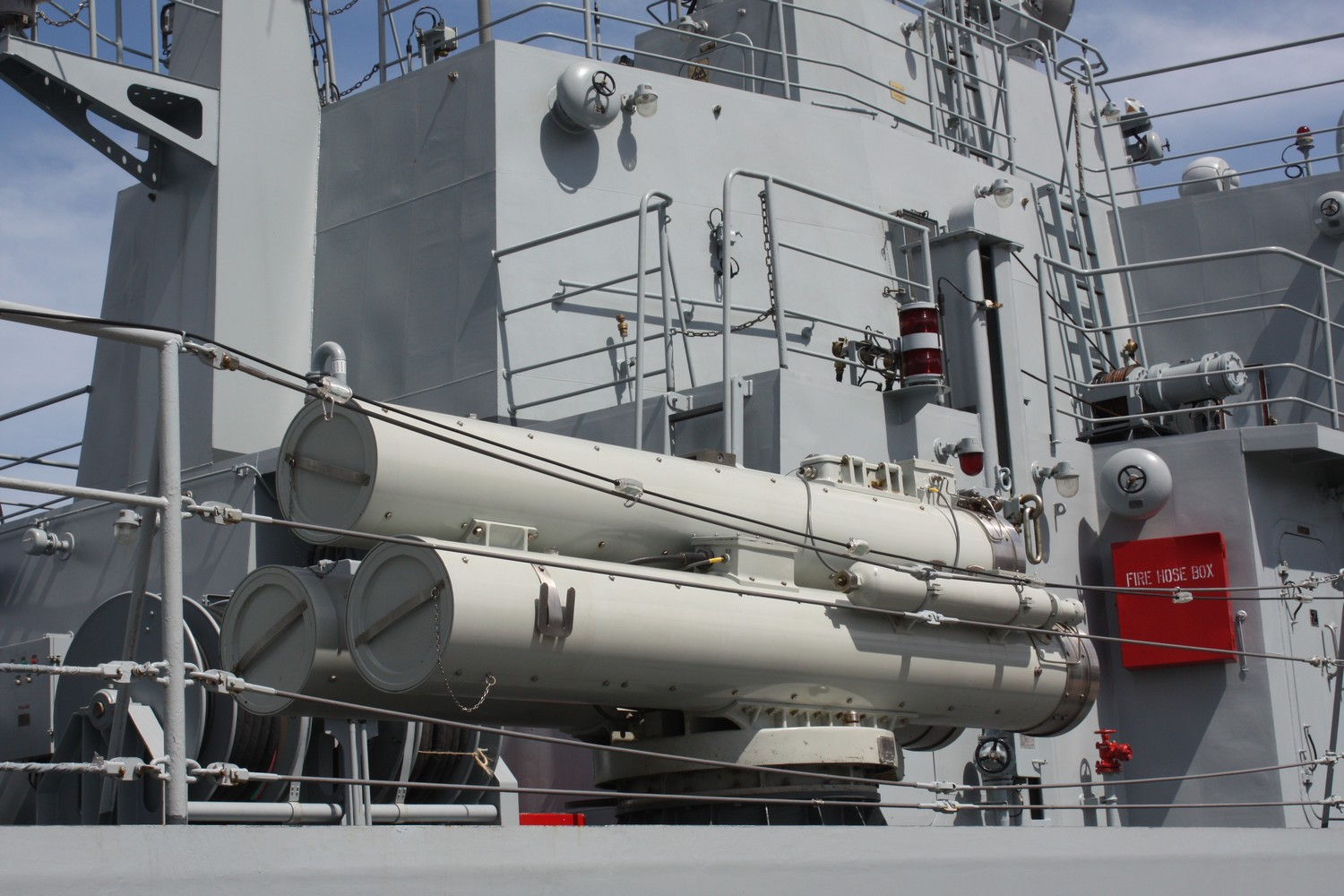
324mm protiponorkový torpédomet ET-52C

Trup, stožár a nástavby fregat jsou tvarovány v souladu s principy stealth, což má zmenšit jejich radarový odraz. Oproti nejmodernějším západním typům však není omezení různých výčnělků zdaleka tak důsledné. Dobré nautické vlastnosti fregat zajišťují dva boční stabilizační kýly a dva páry aktivních ploutvových stabilizátorů.
V dělové věži na přídi se nachází jeden 76mm kanón, který je čínskou verzí ruského systému AK-176M. Kanón má kadenci 120–130 výstřelů za minutu a dostřel 16 km. Za ním se nachází osminásobné vypouštěcí zařízení protiletadlových řízených střel FM-90N s dosahem 15 km (varianta francouzských střel Crotale). Ve středu lodi jsou dva čtyřnásobné kontejnery obsahující čínské protilodní střely C-802 s dosahem 120 km. Blízkou obranu zajišťují dva 30mm obranné systémy typu 730B, umístěné na střeše hangáru. Protiponorkovou výzbroj tvoří dva tříhlavňové 324mm protiponorkové torpédomety ET-52C a dva 240mm raketové vrhače hlubinných pum RDC-32 (protiponorkové schopnosti plavidel však dosti snižuje zastaralý trupový sonar SJD-5). Ze zádi lodí operuje jeden protiponorkový vrtulník Harbin Z-9EC. Ten může být uložen v palubním hangáru.
Pohonný systém fregat je, pro čínské fregaty obvyklé, koncepce CODAD. Pro ekonomickou plavbu slouží dva diesely MTU 12V 1163 TB83, přičemž v bojové situaci je doplňují dva diesely SEMT-Pielstick 18E 390VA. Diesely roztáčejí dva lodní šrouby se stavitelnými lopatkami. Nejvyšší rychlost je 29 uzlů a dosah 4000 námořních mil při rychlosti 16 uzlů.

## Operační služby
Fregaty třídy Zulfiquar se účastní mezinárodních cvičení a v roce 2011 došlo poprvé k jejich nasazení proti somálským pirátům.